# Contento (singolo)
Contento è un singolo del cantautore italiano Frah Quintale, pubblicato il 5 marzo 2020 come primo estratto dal secondo album in studio Banzai (lato blu).

## Video musicale
Il videoclip del brano, realizzato dallo stesso Frah Quintale, è stato pubblicato il 18 marzo 2020 sul canale YouTube di Undamento.

## Tracce
1. Contento – 3:24

## Classifiche
| Classifica (2020) | Posizione massima |
| ----------------- | ----------------- |
| Italia            | 78                |